# John (Bischof, Sodor und Man, † nach 1151)
John war ein normannischer Ordensgeistlicher. Um die Mitte des 12. Jahrhunderts war er kurzzeitig Bischof von Sodor und Man.
Über John ist nur wenig bekannt. Nachdem Bischof Wimund gegen den schottischen König rebellierte und die Isle of Man verlassen hatte, wandte sich König Olaf von Man wohl an den Dekan und das Kathedralkapitel von York und schlug einen neuen Kandidaten für das Amt des Bischofs vor. Vermutlich schlug er Anfang 1148 Nicholas vor. Nicholas war wahrscheinlich nicht von den Mönchen von Furness gewählt worden, obwohl Olaf selbst den Mönchen 1134 das Recht der Bischofswahl zugebilligt hatte. Nicholas wurde nicht als Bischof bestätigt. Der nächste bekannte Bischof von Man war John. Er war ein Benediktinermönch aus Savigny oder Sées in der Normandie. John wurde möglicherweise 1151 zum Bischof ernannt und von Henry Murdac, der von 1147 bis 1153 Erzbischof von York war, zum Bischof geweiht. Die Manx Chronicle führt ihn aber nicht in der Liste der Bischöfe von Man auf. Vermutlich wurde John von König Olaf nicht akzeptiert, so dass er nie die Verwaltung des Bistums übernehmen konnte.